# Tiempos de melancolía

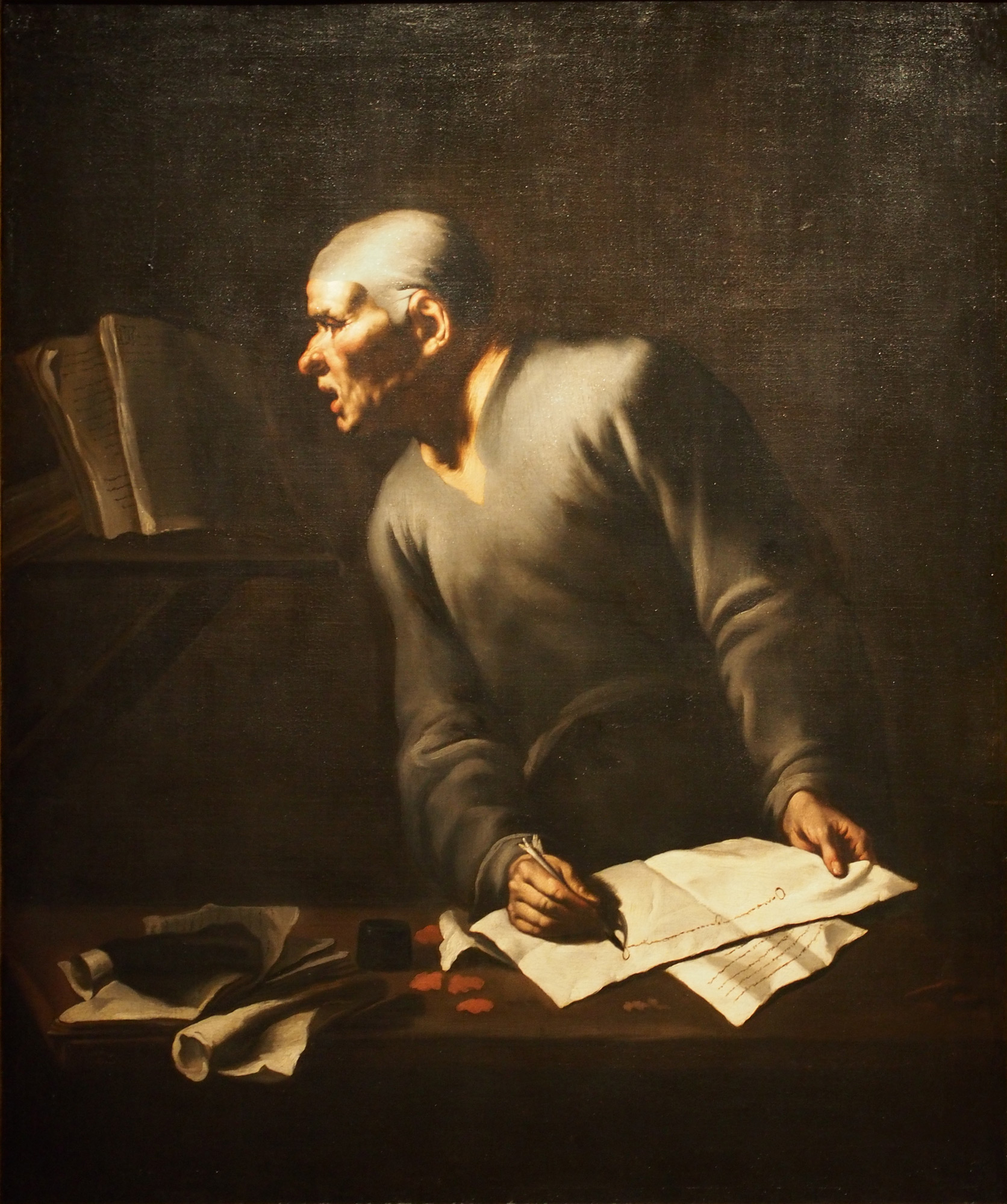
Filósofo escribiendo. Maestro del Anuncio a los Pastores.

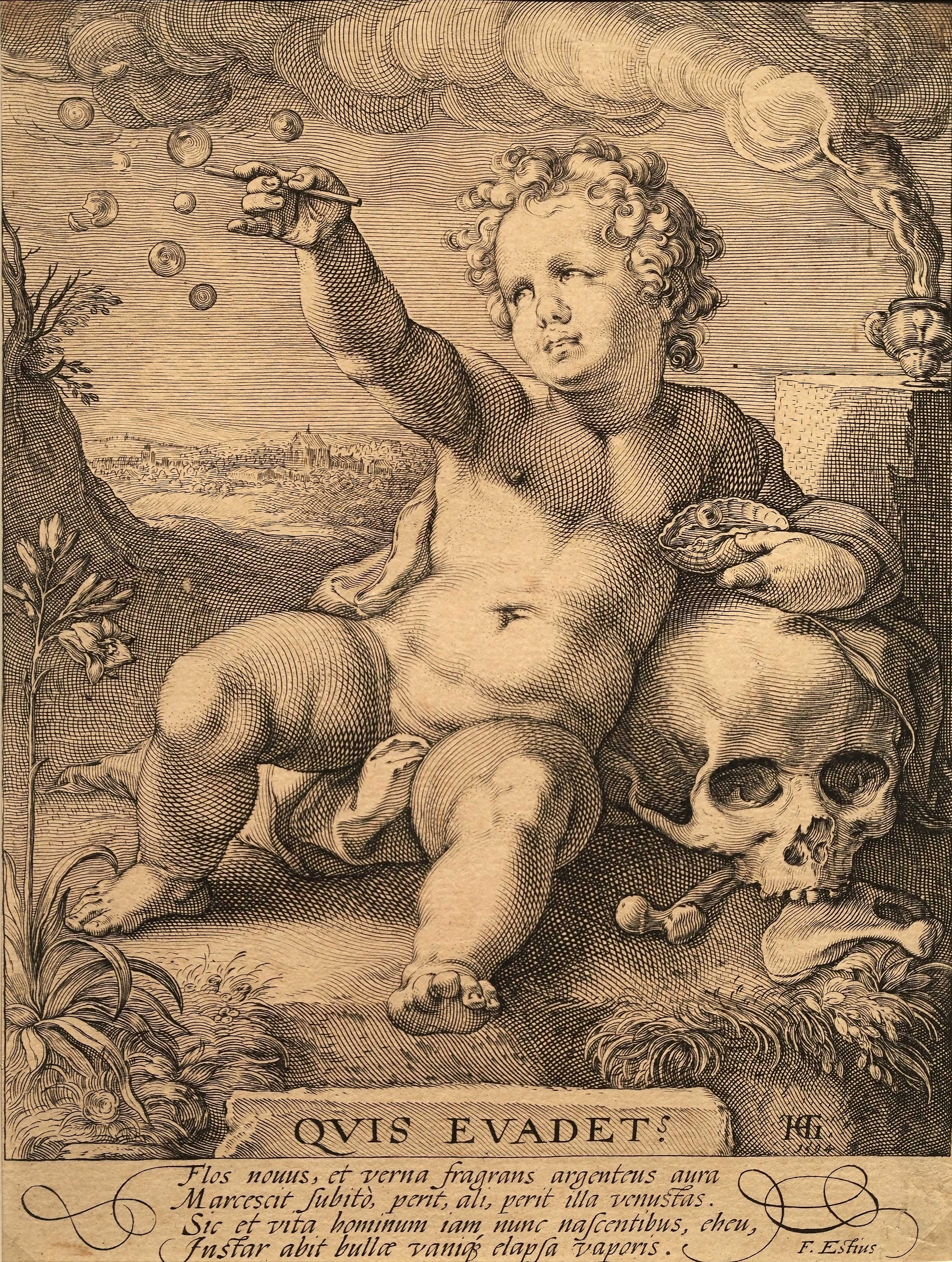
Quis evadet? Hendrick Goltzius. 1594.

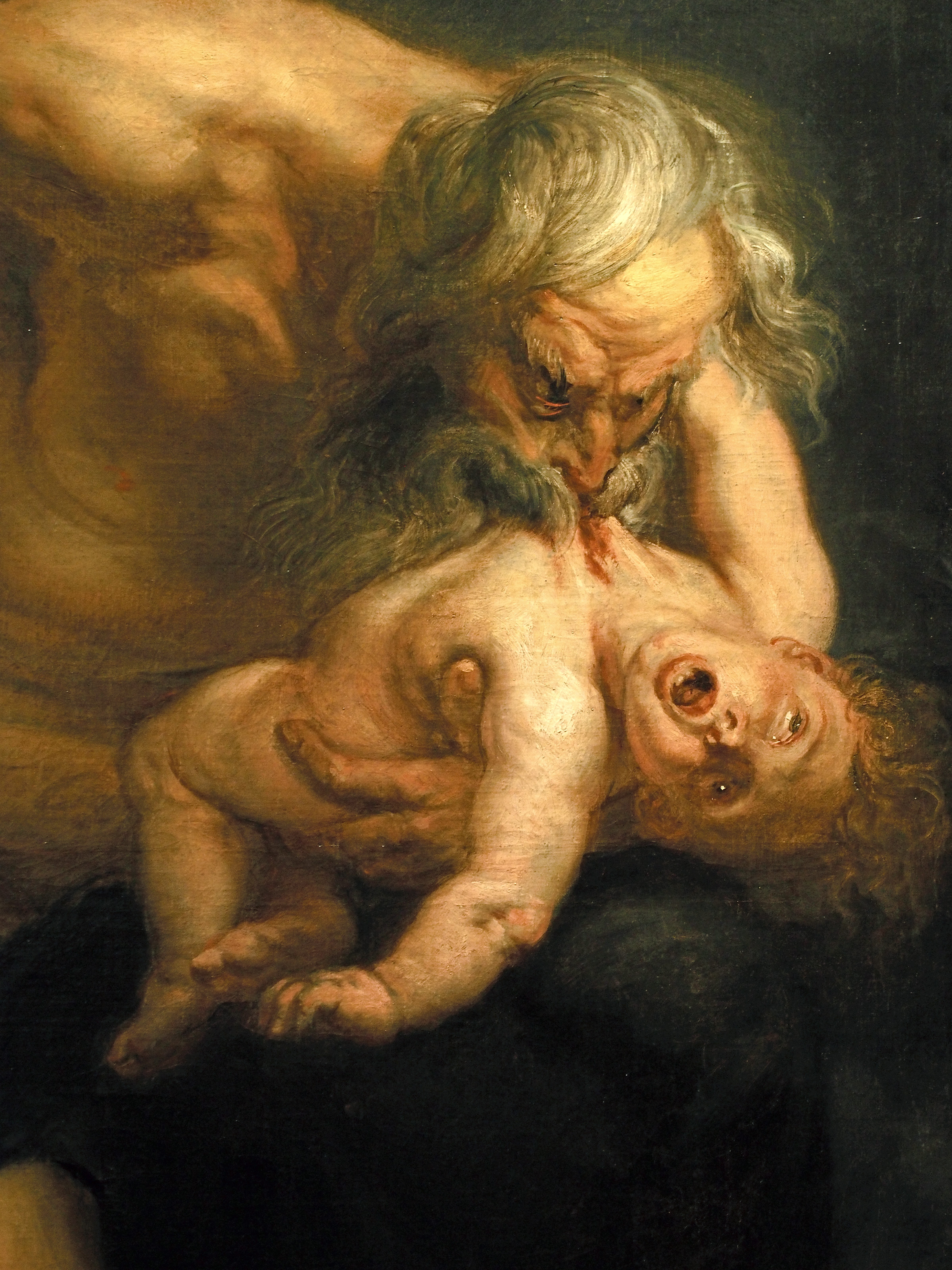
Saturno devorando a uno de sus hijos; detalle. Rubens.

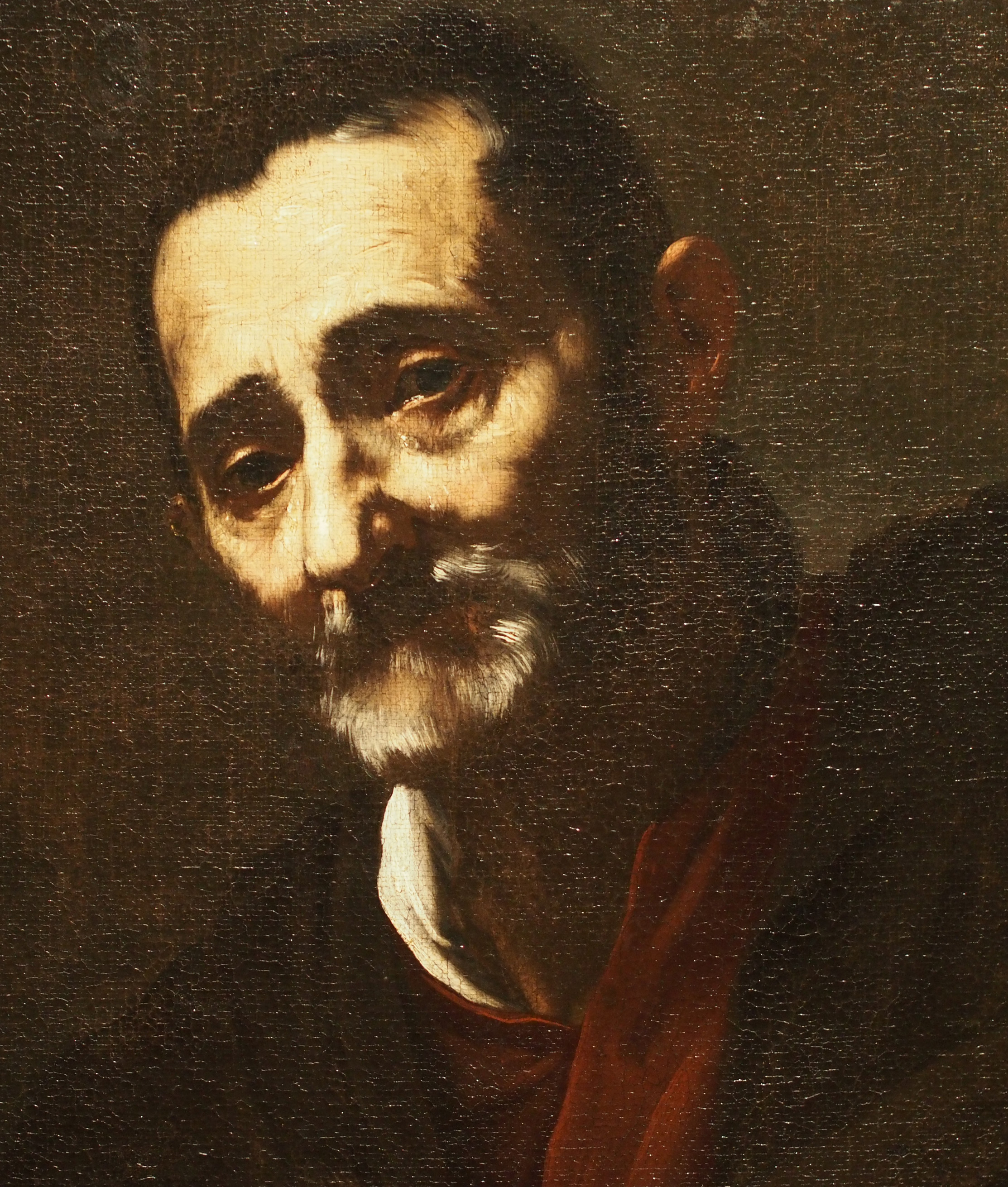
Heráclito; detalle. Ribera c. 1630

Tiempos de melancolía es una exposición de pintura y escultura del Barroco español, organizada por el Museo Nacional de Escultura de Valladolid, con la colaboración de Obra Social La Caixa. Inaugurada el 2 de julio de 2015 se pudo ver allí hasta el 12 de octubre de este año. A continuación, desde el 12 de noviembre, se presentó en Bellas Artes de Valencia y luego, desde marzo de 2016, en Caixa Forum de Palma de Mallorca. Es una indagación sobre la melancolía en la España del siglo de Oro, y por ende en aspectos del Barroco —literarios, médicos y por supuesto artísticos—, que afectan a la Península.

## Trayectoria
La exposición es una muestra sobre un tema —Melancolía— desarrollado hace diez años en París y Berlín, pero donde elegían un tramo temporal mucho más vasto y que tocaba escasamente al mundo español. Por el contrario, esta nueva muestra Tiempos de melancolía está restringida temporalmente y toma como punto de partida al caso hispánico, que Raymond Klibansky destacó como pionero y fundamental en la ola de trabajos sobre Melancolía que hubo en torno a 1600 en Europa.
Su título completo es Tiempos de melancolía. Creación y desengaño en la España del Siglo de Oro, y está organizada por el Ministerio de Educación, Cultura y Deporte, con la colaboración antes señalada.
Solo algunas piezas proceden del propio Museo Nacional de Escultura, otras muchas del Prado o de la Biblioteca Nacional, de la Biblioteca de Santa Cruz de Valladolid, de la madrileña Academia de San Fernando, del Museo Cerralbo, del Lázaro Galdiano y de diversos museos de Granada, Valencia, Sevilla, Zaragoza, Bilbao, La Coruña, así como de la National Gallery de Londres, de los museos de Montauban y de Pau, en Francia.

## Tema
La exposición plantea el peso inicial de Durero en la revisión de la melancolía, con varios de sus grabados maestros sobre ese tema. Luego, figuras tales como Berruguete, El Greco, Antonio Moro, Bartolomé Murillo, Diego Velázquez, Jan Mabuse, Pedro de Mena, Juan Conchillos, Juan de Juanes, Alonso Cano, Juan Sánchez Cotán, Antonio de Pereda, y especialmente José Ribera se unen a otros escultores y pintores de los siglos XVI-XVII, como Pieter Paul Rubens, Franz Hogenberg, Juan van der Hamen o Brueghel. Todos contextualizan artísticamente el imaginario melancólico español, con su destacada teatralidad en el terreno religioso, o en el de una tristeza creativa tan poderosa que sorprende ante la decadencia nacional, dados los avatares políticos y territoriales de entonces.
La exposición supone un enriquecimiento de la mirada sobre el Barroco español, en el contexto europeo, y una puesta en común del interés por la reflexión, el recogimiento, las lágrimas y la audacia creadora. Tiempos de melancolía. Creación y desengaño en la España del Siglo de Oro es un ejercicio de recuperación de ese eslabón melancólico, mal conocido aún, de nuestra cultura. Al transitar por algunas de sus derivas temáticas e iconográficas —que suponen más de 60 obras de excepcional belleza y originalidad—, se construye un esencial «museo imaginario» de la melancolía hispana.
No se olvidan algunos libros de médicos y escritores: especialmente del pionero, Pedro de Mercado, con De la Melancolía, pero también con presencia del Examen de ingenios, de Juan Huarte de San Juan; Libro de la Melancolía, de Andrés Velázquez; Sobre la Melancolía, de Alonso de Santa Cruz, por el lado médico. Por el lado de la prosa, toda una literatura, así con Cervantes, o con frases destacadas de  Mateo Alemán, Teresa de Jesús, Quevedo o Gracián. Tampoco faltan ciertos instrumentos musicales y determinadas hierbas y sustancias (bezoar), usados como lenitivo de la tristeza.
La crisis política, la concentración en el saber, ciertas prácticas religiosas, las guerras continuas, los autorretratos, las colecciones, el poder de las imágenes, la torre de Babel, los bufones, la necrofilia de las calaveras y hasta los bodegones, con su naturaleza muerta y sus vacíos expresan la melancolía.
El catálogo, editado por Turner, tiene extensas contribuciones de María Bolaños, su comisaria, e intervenciones de Ramón Andrés, Fernando Colina, Javier Portús, Felice Gambin y Palma Martínez-Burgos. Además, contiene una colección suntuosa de imágenes de la mejor pintura del Siglo de Oro, bastantes de las cuales no son bien conocidas por figurar en museos recónditos.

## Enlaces
- Museo Nacional de Escultura
- El País
- Wikimedia Commons alberga una categoría multimedia sobre Tiempos de melancolía.
- Pedro de Mercado
- Juan Huarte de San Juan, Examen de ingenios
- Andrés Velázquez, Libro de la Melancolía
- Alonso de Santa Cruz, Sobre la Melancolía